# Crannóg im Black Loch

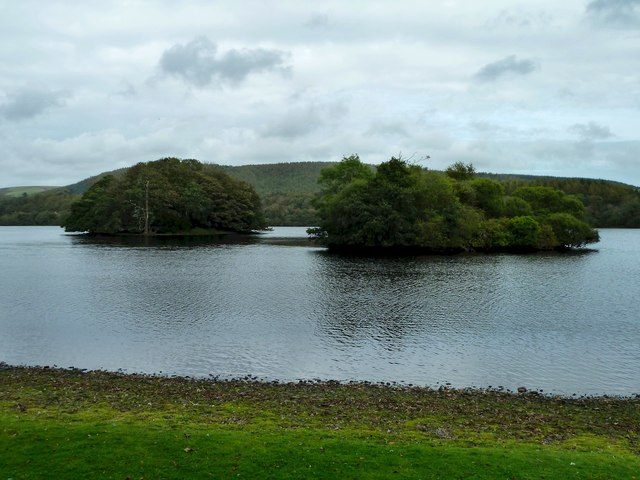
Crannóg im Black Loch

Der Crannóg im Black Loch (auch Stair Estate; Castle Kennedy Policies; Lochinch Castle Policies oder Heron Isle genannt) liegt im Süden des Black Loch (auch Loch Crindil genannt), nördlich des Flugplatzes von Castle Kennedy, östlich von Stranraer in Dumfries and Galloway in Schottland.

Reiher

Der 1882 von Robert Munro (1835–1920) gemeldete Crannóg liegt hoch und trocken auf der von Bergahorn und Stechpalmen bedeckten Heron Isle (deutsch „Reiherinsel“). Der Erd- und Steinhügel hat einen Durchmesser von etwa 18,0 m und wurde durch Ausgrabungen in den frühen 1870er Jahren gestört. Er erscheint nun als runder, um ein ausgehöhltes Zentrum liegender 1,5 m hoher Erdhügel, der sich auf einer zumindest teilweise künstlichen ovalen Insel aus Felsbrocken befindet, die etwa 45,0 × 30,0 m misst. Der Rand der Felsbrocken liegt etwa 10,0 m von der Insel entfernt und verschwindet in einer Tiefe von etwa 3 oder 4 m im Schlick. Gefundene Artefakte stammen aus dem 1.–2. Jahrhundert n. Chr.
Im benachbarten White Loch wurde 1870 der Einbaum vom White Loch gefunden.